# 天主教巴里納斯教區
天主教巴里納斯教區（拉丁語：Dioecesis Barinensis）是委內瑞拉一個羅馬天主教教區，屬梅里達總教區。
教區成立於1965年7月23日，位於巴里納斯州。2006年有教友609,000人（佔轄區總人口94.1%）、卅五個堂區、五十名司鐸。現任教區主教為若蘇厄·亞豐索·格雷羅-孔特雷拉斯。